# کیژه
کیژه (به لهستانی:  Kiezie) یک روستا در لهستان است که در گمینا ستردنگ واقع شده‌است.